# Henrik Byager
Henrik Byager (født 1963) er en dansk kommunikationsrådgiver.
Byager arbejder som strategisk rådgiver indenfor kommunikation og PR for en lang række danske og udenlandske organisationer og virksomheder. Han er anerkendt for sin evne til at kommunikere komplicerede temaer på en fængende og forståelig måde, og derfor en af de mest benyttede og citerede kommunikationsrådgivere i Danmark.
Han har tidligere bl.a. arbejdet som journalist ved TV 2 Nyhederne og TV-Avisen, og har siden 1990 beskæftiget sig med markedsføring og kommunikationsrådgivning. Han er desuden kendt fra TV 2-programmet Den 6. sans, der kørte i 7 sæsoner som et af de mest sete programmer på TV 2. I 2007 deltog han i DR-programmet Hvor er vi landet, og han er en af Danmarks mest benyttede kommentatorer i tv, radio, aviser og internetmedier.[kilde mangler] Han er desuden en populær[kilde mangler] foredragsholder for organisationer og virksomheder indenfor emnerne livsstil, medier og samfundsudvikling.